# Mount Robinson (berg i Antarktis, lat -71,83, long 169,82)
Mount Robinson är ett berg i Antarktis. Det ligger i Östantarktis. Nya Zeeland gör anspråk på området. Toppen på Mount Robinson är 3 048 meter över havet, eller 1 079 meter över den omgivande terrängen. Bredden vid basen är 6,9 km.
Terrängen runt Mount Robinson är bergig åt sydost, men åt nordväst är den kuperad. Trakten är obefolkad. Det finns inga samhällen i närheten.